# Staré jezero
Staré jezero je rybník a přírodní rezervace poblíž obce Chlum u Třeboně v okrese Jindřichův Hradec. Oblast spravuje AOPK ČR Správa CHKO Třeboňsko. Důvodem ochrany jsou litorální porosty rybníka a přilehlá rašeliniště se vzácnou květenou a avifaunou.